# 鄀国
鄀国，春秋时期一小诸侯国。位于秦国和楚国之间，最终为楚国吞并。
鄀国起初都城位于商密，商密又被称为下鄀。公元前635年，秦国及其盟国晋国两大国联合讨伐鄀国。而秦晋此时的对手楚国派军队助鄀国。商密人向秦师投降，楚师将领被秦师俘虏，于是秦师回国，楚人追赶不及。公元前622年，鄀国在亲近秦国还是楚国的问题上来回摇摆，秦国攻入鄀都商密，其国土为秦国占有。鄀国人就此迁徙至今湖北省宜城市，被称为上鄀。迁徙之后，鄀国成为楚国的附庸国。不知何年最终社稷灭亡，完全被楚人同化。
楚昭王十年，也就是公元前506年，吴国攻入楚国都城郢，楚国几乎灭亡。次年，吴师撤退，楚昭王回到郢。下一年也就是楚昭王十二年，吴国击败楚国舟师，楚人又有亡国之忧，于是楚国将都城从郢迁移至鄀，也就是前述的湖北省宜城市一带，以躲避吴国的锋芒。楚国人习惯称呼都城为郢，于是成为楚国都城的鄀，又被称为北郢（根据《路史·国名纪》）。不知何年楚国都城又迁回郢，一说为楚惠王五十六年，也就是鄀为楚国都城约六十余年。

## 青铜器铭文记载
郭沫若在《两周金文辞大系考释》中考证鄀国器物。他指出，在铭文中，上鄀作鄀，下鄀作蠚。郭举出的例子中铭文有上鄀公和下蠚公等。
《中国历史文物》2001年第1期登载了朱凤瀚的文章《士山盘铭文初释》，介绍了中國歷史博物館藏的西周器物士山盘，其铭文提到鄀方，可见西周时代已有名为鄀的方国。周宝宏将这个鄀方与春秋时代的鄀国联系在一起 。

## 君主列表
- 鄀公平侯，春秋早期人。[2]
- 鄀公孟城，春秋早期人。[2]
- 鄀哀公，鄀公矛人祖父。[2]
- 鄀晨公，鄀公矛人父親。[2]
- 鄀公敄人，春秋早期人。[2]
- 鄀公誠，西周晚期人。[2]